# Diamesa polaris
Diamesa polaris är en tvåvingeart som först beskrevs av Jean-Jacques Kieffer 1926.  Diamesa polaris ingår i släktet Diamesa och familjen fjädermyggor.
Artens utbredningsområde är Northwest Territories, Kanada. Inga underarter finns listade i Catalogue of Life.